# No Touch Red
No Touch Red är det australiska punkrockbandet Bodyjars tredje studioalbum, utgivet 1998.

## Låtlista
1. "Sequel"
2. "Remote Controller"
3. "Maze"
4. "You've Taken Everything"
5. "Fragile Happiness"
6. "I Can't Help You"
7. "You Say"
8. "Return to Zero"
9. "Big Finger"
10. "Letter Never Sent"
11. "Hideaway"
12. "Let 'Em Loose"

### Fotnoter
1. ↑  ”No Touch Red”. Discogs.com. http://www.discogs.com/Bodyjar-No-Touch-Red/master/380052. Läst 30 april 2012.